# Russula grisea
Russule grise, Russule gorge-de-pigeon
Espèce
Russula grisea, la Russule grise ou Russule gorge-de-pigeon est une espèce de la famille des Russulaceae.

## Systématique
Le nom scientifique complet (avec auteur) de ce taxon est Russula grisea Fr..
Ce taxon porte en français le nom vernaculaire ou normalisé suivant : Russule grise,.

### Synonymes
Russula grisea a pour synonymes :
- Agaricus griseus Batsch
- Agaricus griseus Pers.
- Russula alutacea var. grisea (Fr.) Quél.
- Russula decolorans subsp. grisea (Zawadski) Fr.
- Russula furcata var. pictipes Cooke
- Russula glauca Burl.
- Russula grisea Zawadski
- Russula grisea f. viridicolor R.Socha
- Russula grisea var. ambigua R.Socha
- Russula grisea var. iodes Romagn.
- Russula grisea var. leucospora J.Blum
- Russula grisea var. olivascens Fr.
- Russula grisea var. pictipes (Cooke) Romagn. ex Bon
- Russula grisea var. pictipes (Cooke) Romagn., 1967
- Russula hibbardiae Burlingham
- Russula leucospora (J.Blum) Romagn.
- Russula palumbina Paulet
- Russula palumbina Paulet ex Quél.
- Russula palumbina f. pictipes (Cooke) Sarnari
- Russula palumbina var. pictipes (Cooke) Bon

## Liste des taxons de rang inférieur
Liste des variétés selon GBIF (15 mai 2025) :
- Russula grisea var. grisea
- Russula grisea var. pictipes Cooke